# Halesus radiatus
Espèce
Halesus radiatus est une espèce d'insectes trichoptères extrêmement répandue en Europe du sud. De très grande taille, puisque ses ailes font jusqu'à 24 mm de long, elle préfère le cours moyen des rivières.

Elle a une prédilection pour les grands « plats » (ou zones calmes), qui lui permettent de dériver longtemps pour faire sécher ses grandes ailes.

## Ponte
- surtout en début d'après-midi, avec un vol en « yo-yo » très caractéristique.

## Éclosions
- de juillet à novembre, essentiellement de 11 à 15 heures (heure locale).